# Hemiculterella macrolepis
Hemiculterella macrolepis är en fiskart som beskrevs av Chen, 1989. Hemiculterella macrolepis ingår i släktet Hemiculterella och familjen karpfiskar. IUCN kategoriserar arten globalt som otillräckligt studerad. Inga underarter finns listade i Catalogue of Life.